# Gerald Kindermans
Gerald L.D. Kindermans (Sint-Truiden, 8 juli 1957) is een Belgisch advocaat en politicus voor CD&V.

## Levensloop
Kindermans studeerde in 1980 af als licentiaat in de rechten aan de Katholieke Universiteit Leuven en ging vervolgens aan de slag als advocaat. Hierbij opende hij een eigen kantoor. Als advocaat specialiseerde Gerald Kindermans zich in ruimtelijke ordening, aannemingsrecht en vermogensrecht.
Kindermans was van 1983 tot 2024 gemeenteraadslid van Heers, waar hij van 1986 tot 1993 schepen en van 1993 tot 2012 burgemeester was. Van 1994 tot 1999 was hij tevens provincieraadslid en CVP-fractieleider van de provincie Limburg.
Bij de tweede rechtstreekse Vlaamse verkiezingen van 13 juni 1999 werd hij verkozen in de kieskring Hasselt-Tongeren-Maaseik. Hij bleef Vlaams volksvertegenwoordiger tot juni 2004 en zetelde er in de commissie Leefmilieu, Natuurbehoud en Ruimtelijke Ordening.
Van 2004 tot 2007 was Gerald Kindermans adviseur ruimtelijke ordening van Vlaams minister-president Yves Leterme, met wie hij in 2007 samen verhuisde naar het federale niveau.
Hij werd verkozen in de Kamer van volksvertegenwoordigers voor de kieskring Limburg bij de federale verkiezingen van juni 2007. Bij de verkiezingen van juni 2010 werd hij als plaatsvervanger van Ivo Belet, die in het Europees Parlementslid bleef, opnieuw lid van de Kamer. Bij de verkiezingen van mei 2014 was hij de lijstduwer op de Limburgse Kamerlijst, maar werd hij niet herkozen als parlementslid. In de Kamer was Kindermans vooral actief in de commissie defensie en als ondervoorzitter van de Belgische delegatie in de Parlementaire Assemblee van de NAVO. Hij was ook van 2010 tot 2014 quaestor van de Kamer van volksvertegenwoordigers.
Hij is eveneens ridder in de Leopoldsorde.